# Annemarie Hase
Annemarie Hase (geb. 14. Juni 1900 in Berlin als Annita Maria Hirsch; gest. 22. Februar 1971 in West-Berlin) war eine deutsch-jüdische Kabarettistin, Theater- und Filmschauspielerin.
In den „Goldenen Zwanzigern“ des letzten Jahrhunderts gehörte Annemarie Hase zu den etabliertesten deutschen Kabarettistinnen. Sie trat auf allen bekannten Kabarett-Bühnen Berlins auf, und Künstlergrößen wie Friedrich Hollaender, Kurt Tucholsky, Hermann Vallentin, Marcellus Schiffer, Klabund und Erich Kästner schrieben ihre Texte. Auch nach ihrer Rückkehr aus dem Exil während der nationalsozialistischen Diktatur, in das sie aufgrund ihrer jüdischen Wurzeln gehen musste, blieb sie kunstschaffend in Ost- und Westdeutschland. Obwohl sie zu den festen Größen der Kleinkunst der Zwanziger gehörte, finden sich bis auf wenige Theaterkritiken und Zeitungsartikel sowie Erwähnungen oder knappe Einträge in einschlägigen Büchern kaum Informationen über sie. Welch große Wertschätzung Annemarie Hase unter ihren Künstlerkollegen genoss, zeigt sich in dem Gedicht Ankündigung einer Chansonette, das Erich Kästner in seinen Lyrikband Ein Mann gibt Auskunft aufnahm.

## Bedeutung für das Kabarett der 1920er Jahre
Annemarie Hase wurde am 14. Juni 1900 als drittes von fünf Kindern unter dem bürgerlichen Namen Annita Maria Hirsch geboren, aber zeitlebens nur Annemarie genannt. Die Familie war wohlhabend, der Vater Robert Hirsch besaß eine kleine Seifenfabrik. Schon seit Generationen war die Familie vollkommen assimiliert in der preußisch-deutschen Gesellschaft, alle Familienmitglieder waren getauft und lebten ganz und gar nicht jüdisch.
Die junge Annemarie war ein überaus lebhaftes Kind, das wie der Vater viel Humor besaß. Sie genoss eine unbeschwerte Kindheit. Als sie 13 Jahre alt war, wurde die Familie durch den völlig unerwarteten Selbstmord des Vaters erschüttert und von einem Moment auf den anderen aus der finanziellen Sicherheit gerissen, weil die Firma des Vaters pleite war. Annemarie und zwei ihrer Schwestern gingen daraufhin in die Kaiserin-Augusta-Schule. Der Selbstmord des Vaters wurde weitgehend tabuisiert, den Kindern erklärt, dass es ein Unfall gewesen sei. Trotz dieses Schicksalsschlages und entgegen zahlreichen Bedenken fasste Annemarie Hase den Entschluss, zum Theater zu gehen. Ihr Traum war es, eine „Sentimentale“ zu werden, also eine klassische Charakterschauspielerin. Doch schon bei der Aufnahmeprüfung für die Max-Reinhardt-Schauspielschule wurde ihr prophezeit, dass die Rolle einer Komikerin besser zu ihr passen würde.
Nach ersten Engagements am Theater Osnabrück und in Halberstadt stand sie schließlich 1921 in dem von Max Reinhardt wiederbelebten Schall und Rauch erstmals auf einer Kabarett-Bühne. Sie trug auf ihre derb-schnoddrige Art so genannte „Alt-Berliner Herbergslieder“ vor. Richtig entdeckt wurde sie aber erst von Trude Hesterberg, als diese ihre Wilde Bühne eröffnete, die für viele Künstler damals zum Sprungbrett wurde. Mit ihren Parodien auf Vorstadt-Soubretten sangspielte sich Annemarie Hirsch, die sich jetzt Hase nannte, schnell in den kleinen Kreis profilierter Kabarettistinnen. Der Charakter dieser politischen Kritik spiegelt sich besonders im Chanson „Mit´n Zopp“ wider, das der Dichter Klabund für sie schrieb und eine Persiflage auf das alte Kaiserreich war.
Annemarie Hase entwickelte einen ganz eigenen Stil. Sie verkörperte im politischen Kabarett der 20er den Typ einer Bänkelsängerin, ohne dabei larmoyant zu sein. Mit unverkennbarer Berliner Schnauze sang sie aus dem Volk, für das Volk – und die Leute liebten sie dafür. Wie die Kabarettistinnen Rosa Valetti und Kate Kühl verkörperte sie einen zupackenden, derben Frauentyp.
Trotz ihrer Kabaretterfolge zog es Annemarie Hase immer wieder auf die Theaterbühne. In Berlin war eine künstlerische Weiterbildung aber kaum möglich, wollte man sie doch stets in Rollen der „Berliner Type“ sehen. 1922 ging sie an die Münchner Kammerspiele und wirkte dort u. a. in Bertolt Brechts „Trommeln in der Nacht“ mit. Weitere Engagements am Deutschen Volkstheater in Berlin und am Kleinen Schauspielhaus in Hamburg bis Anfang der Dreißiger blieben allerdings ohne durchschlagenden Erfolg.
Besondere Wertschätzung erhielt Annemarie Hase als Kabarettistin durch ihre Auftritte in sämtlichen Revuen Friedrich Hollaenders von 1927 bis 1933. Hollaender war der bedeutendste Vertreter der politisch-satirischen Revue, die sich Mitte der zwanziger Jahre aus dem literarischen Nummern-Kabarett entwickelt hatte. In seiner ersten Revue „Das bist du!“ schrieb und komponierte er für Annemarie Hase die Nummer: „Der Potsdamer Edelfasan oder Die letzte Haarnadel“. Als Hollaender 1931 das Tingel-Tangel-Theater neu eröffnete, gehörte Annemarie Hase zu den tragenden Kräften in seinen Revuen, so auch in „Spuk in der Villa Stern“ – einer Revue, die in dem aufgeladenen politischen Klima für Aufsehen sorgte. Die Berliner Börsen-Zeitung fasste die Handlung so zusammen: „Die Familie Stern, die mit Spießern verwandt, mit Neureichs verschwägert ist, gibt in ihrer Villa einen Kostümball. Aus den Erregungen und Lächerlichkeiten der Familie und ihrer Gäste ergeben sich die komischsten Situationen. Bis schließlich ein echter Einbrecher erscheint..., vom Hausherrn gebeten wird, den Geldschrank zu knacken; dem die Gäste ihren Schmuck anbieten; dem sich die Tochter des Hauses aufdrängt.“ (CD-Booklet, S. 35f) – Die Revue war ein Stück Zeitkritik, bissig und natürlich erschreckend realistisch vor dem Hintergrund des drohenden politischen Umschwungs nach rechts. Hollaender hielt der feinen Berliner Sorglos-Gesellschaft den Spiegel vor, ganz besonders mit dem von Annemarie Hase gesungenen Chanson „An allem sind die Juden schuld“. Trotz dieser Entlarvungen nahm das Publikum die Warnungen nicht sonderlich ernst, man sah vor allem das Amüsement. Immerhin, die Revue wurde ein großer Erfolg.
Zur selben Zeit war Annemarie Hase gefragter Gast auf einer der etabliertesten Bühnen des politischen Kabaretts am Anfang der Dreißiger: in Werner Fincks Katakombe. Zwischen 1921 und 1933 stand sie neben allen wichtigen Kabarettgrößen auf der Bühne: von Blandine Ebinger über Valeska Gert und Kurt Gerron bis Paul Graetz und Rosa Valetti. Joachim Ringelnatz, den eine feste Freundschaft mit Annemarie Hase verband, war der Ansicht, „dass außer ihm selbst überhaupt nur die Hase in der Lage sei, seine Gedichte angemessen vorzutragen.“ (CD-Booklet, S. 3)

## Arbeit im Jüdischen Kulturbund
Die Karriere von Annemarie Hase, und mit ihr die zahlreicher Anderer, wurde durch die Machtübernahme der Nationalsozialisten jäh beendet. Aufgrund ihrer jüdischen Abstammung erhielt sie Auftrittsverbot. Dennoch entschied sie sich, vorerst in Deutschland zu bleiben und so lange wie möglich als Kabarettistin zu arbeiten. Sie trat aus der evangelischen Kirche aus, um in den im Juni 1933 gegründeten Jüdischen Kulturbund einzutreten. Damit konnte sie zumindest vor einem „jüdischen“ Publikum auftreten. In Privaträumen und später im Cafe Leon am Lehniner Platz fand sie neben anderen Dagebliebenen ein künstlerisches Nischendasein, das mehr Überlebenskampf als berufliche Weiterführung bedeutete. Als die Repressionsmaßnahmen schließlich zu erdrückend wurden, ging sie 1936 ins Exil nach London.

## Exil
In den ersten Jahren hielt sie sich mit Gelegenheitsjobs über Wasser, eine offizielle Arbeitserlaubnis hatte sie nicht. Strickarbeiten brachten ihr in dieser Zeit am meisten Geld ein. Als Kabarettistin gab es in England für sie kein Auskommen. So etwas wie das literarisch-politische Kabarett hatte dort einfach keine Tradition. Außerdem gehörte sie nicht zu den ganz großen Stars wie Elisabeth Bergner oder Fritz Kortner, für die England nur eine Zwischenstation auf dem Weg in die USA bedeutete. Künstlerisch aktiv wurde sie erst wieder 1938, als der Freie Deutsche Kulturbund (FDKB) von Emigranten gegründet wurde. Annemarie Hase gehörte zu den engagiertesten Trägerinnen dieser Initiative, trat nicht nur auf, sondern übernahm auch das Einstudieren der Songs. Bis 1943 wurden einige polit-satirische Revuen inszeniert. Die erfolgreichste hieß Mr. Gulliver goes to school, in der der Held aus Jonathan Swifts Roman eine Zeitreise in die Zukunft unternimmt und im Jahre 1942 mit den Nazis in Deutschland in Konflikt gerät. Besonders bejubelt wurde die von Hase vorgetragene Nummer In Deutschland fehlt eine Scheuerfrau. The Observer schrieb am 3. Januar 1943: „Humor im Emigrantentheater ist oft verkrampft. Aber diese Spieler können über sich selber lachen und über ihr Leben im Exil.“ (CD-Booklet, S. 47) Leben konnte aber keiner der Mitwirkenden von den Einnahmen auf der bescheidenen Bühne in der Upper Park Road.
1940 wurde sie von der BBC engagiert. Bereits seit 1938 unterstützte die BBC den sogenannten „Ätherkrieg“ durch die Produktion von Sendungen in deutscher Sprache, die via Volksempfänger in Deutschland heimlich, oft mit der Decke über Kopf, gehört werden konnten. Die Produzenten entdeckten im Laufe des Zweiten Weltkrieges die Satire als wirksame Waffe, um die Lügen und Verdrehungen der Nazi-Propaganda zu entlarven. Die Angst vor diesem „subversiven Tratsch“ (Uwe Naumann in: Adler, S. 159) und die Unfähigkeit, dieser Gegen-Propaganda Herr zu werden zeigte sich nicht zuletzt in der Einrichtung von Störsendern sowie der brutalen Verfolgung von so genannten „Rundfunkverbrechen“.
Annemarie Hase lieh der Radiokunstfigur Frau Wernicke ihre Stimme. So griff sie den vorhandenen Unmut ihrer deutschen Landsleute über das Dritte Reich auf und konnte Abwehrhaltungen gegen das Hitler-Regime provozieren bzw. verstärken. Dabei richtete sie sich gezielt an die „kleinen Leute“, brachte Versorgungsengpässe und Kriegsopfer zur Sprache, machte den „Führer“ und andere Nazi-Größen lächerlich – und deren Gegnern so auf hintersinnige Weise Mut. Ihr Textschreiber war Bruno Adler, ein aus Böhmen stammender Kunst- und Literaturprofessor, der von den Nazis ebenfalls ins Londoner Exil getrieben worden war. Er hatte am Weimarer Bauhaus unterrichtet, war 1936 geflüchtet und dann Mitarbeiter beim Londoner Rundfunk (German Service der BBC) geworden. Insgesamt gab es neben einigen deutschsprachigen Nachrichtenprogrammen drei erfolgreiche satirische Sendereihen der BBC im Ätherkrieg, die nach britischen Schätzungen im letzten Kriegsjahr regelmäßig etwa 10 Millionen Hörer hatten. Frau Wernicke kodderte bis Ende Januar 1944 ihren anti-faschistischen Unmut ins Mikro, im Verlauf des Krieges wurden die verbalen Angriffe dabei immer direkter und offensiver. Nach einer Tumor-OP 1944, die ihr rechtes Auge fortan entstellte, brach sie die Sendungen bei der BBC abrupt ab und verschwand für einige Monate komplett von der Bühne.

## Zurück in Berlin
Nach dem Zweiten Weltkrieg kehrte Annemarie Hase als eine der Allerersten zurück nach Berlin (1947). Im Gegensatz zu zahlreichen anderen zurückgekehrten Künstlerkollegen schaffte sie es, ihren Platz im Kulturbetrieb im Nachkriegsdeutschland zu finden. Sie setzte ihre Bühnenlaufbahn als Theaterschauspielerin fort und entdeckte auch den Film als neues Medium. Besonders oft sah man sie in Filmproduktionen der DEFA, z. B. in 1-2-3 Corona (1948) und Pole Poppenspäler (1954). Am Theater spielte sie bedeutende Nebenrollen, zum Beispiel die Köchin in dem Stück Herr Puntila und sein Knecht Matti an Bertolt Brechts Berliner Ensemble oder die Bäuerin in Mutter Courage in West-Berlin, unter anderem am Theater am Kurfürstendamm und der Freien Volksbühne. Sie war zudem aktiv am Aufbau der Schaubühne am Halleschen Ufer beteiligt, wo sie auch in einigen der ersten Produktionen auftrat.
Nach Aussage ihrer Nichte, der Malerin Sarah Haffner, war Annemarie Hase „keine Kommunistin, aber mit Sicherheit eine Sozialistin.“ (2007) Diese ideologische Sympathie kollidierte anfangs mit ihren Erfahrungen an westdeutschen Bühnen. In einem Interview sagte sie: „Sieben Jahre künstlerische Arbeit mit Brecht sind heute in Westdeutschland keine gute Empfehlung. Da gibt es […] eine geheiligte Blutgemeinschaft derjenigen, die im Dritten Reich dran waren und die Brecht nicht als grossen Dichter, sondern als unerwünschten Politiker sehen.“ (S. 65, Ausstellungskatalog)

## Die alte Hase
Annemarie Hase wusste, dass ihre große Bühnenzeit vorbei war. Doch deswegen war sie keineswegs eine einsame, klagende Frau, im Gegenteil. Sie lebte zusammen mit ihrer Hauswirtin, Fräulein Wippermann in der Kastanienallee in Charlottenburg in einer drolligen Wohngemeinschaft. Sie pflegte eine intensive Bekanntschaft zu Ernst Deutsch und ihrem Ostberliner Kollegen Willi Schwabe. Auch der englische Schauspieler Trevor Howard, den sie aus der Zeit der Emigration kannte, gehörte zu ihrem Bekanntenkreis. In einem Brief an Erich Lowinsky, in der Kabarettszene der 20er eher bekannt als Elow, kurz nach ihrem 70. Geburtstag beschrieb sie ihr Rentnerdasein: „Gesundheitlich geht’s mir – unberufen! - recht gut, wenn sich auch schon, wie bei uns allen, die Anzeichen des Alters bemerkbar machen. Aber ich fahre z. B. noch leidenschaftlich gern Auto, mache schöne Reisen – das größte Erlebnis war in letzter Zeit eine Fahrt quer durch Finnland vom Süden bis Lappland und auf einer anderen Strecke wieder zurück, mit einem Abstecher nach Leningrad; und dabei habe ich ausgiebig meinem Hobby: Fotografieren und Filmen gefrönt. Beruflich tut sich allerdings leider seit geraumer Zeit nichts, außer ein paar belanglosen T.V. Röllchen, und ich stehe nun langsam auf dem Standpunkt: Es geschieht den Leuten ganz recht, wenn ich nicht Theater spiele! So führe ich das Leben einer einigermaßen gut situierten und noch ganz flotten Rentnerin, langweile mich dabei aber keineswegs, sondern habe eine Menge Interessen und Ablenkungen.“ (ADK, Berlin, Sammlung Theater im Exil 1933–1945, Sammlung Elow Nr. 1.57.143)
Mit den ausbleibenden Angeboten überkam die nunmehr fast 70-Jährige eine immer größer werdende Leere. Aus purer Not, so scheint es, nahm sie Ende der 1960er Jahre ein Engagement am Stadttheater Krefeld an. Sie starb als Künstlerin fast vergessen.

## Bedeutung
Ihre Hauptbedeutung liegt im politisch-satirischen Kabarett der 20er Jahre. Otto Reutter, seines Zeichens Komiker, hat damals gesagt: „Im Kabarett ist alles Persönlichkeit“ (CD-Booklet, S. 25). Sie hatte keine Vorbilder und etablierte sich „selbst zu einer unverwechselbaren Einzelpersönlichkeit“. Das Kabarett der 60er bot ihr wenig Anknüpfungspunkte: „[Das politische Kabarett] ist anders als das vor dem Ausbruch des tausendjährigen Reiches. Es ist gröber und direkter. Ich, aus der Generation Tucholskys, Klabunds und Ringelnatz gehöre da überhaupt nicht hin.“ (S. 65, Ausstellungskatalog) Die Geschichte der Annemarie Hase bezeugt aber auch den unwiderruflichen Verlust kultureller Vielfalt in Deutschland durch die Diktatur der Nationalsozialisten.

## Filmografie
- 1923: Mysterien eines Frisiersalons
- 1931: Die Nacht ohne Pause
- 1934: Die Liebe siegt
- 1947: … und über uns der Himmel
- 1948: 1-2-3 Corona
- 1948: Morituri
- 1948: Der große Mandarin
- 1951: Zugverkehr unregelmäßig
- 1951: Das Beil von Wandsbek
- 1954: Pole Poppenspäler
- 1957: Gejagt bis zum Morgen
- 1957: Lissy
- 1957: Der Fackelträger
- 1959: Bevor der Blitz einschlägt

## Theater
- 1946: Jean Anouilh: Der Reisende ohne Gepäck (Georges Frau) – Regie: Hans-Robert Bortfeldt (Deutsches Theater Berlin – Kammerspiele)
- 1949: Ewan MacColl: Das krumme Gewerbe – Regie: Robert Wolfgang Schnell (Deutsches Theater Berlin – Kammerspiele)
- 1950: Jakob Michael Reinhold Lenz: Der Hofmeister – Regie: Bertolt Brecht (Berliner Ensemble im Deutschen Theater Berlin)
- 1952: Nikolai Bogodin: Das Glockenspiel des Kreml (Dame) – Regie: Ernst Busch (Berliner Ensemble)
- 1955: Autorenkollektiv: Aller Unfug ist schwer – Regie: Joachim Gürtner (Palast-Brettl Im Friedrichstadt-Palast, Berlin)
- 1955: Autorenkollektiv: Berlin im Hemd – Regie: Joachim Gürtner (Palast-Brettl Berlin)
- 1956: Jean Anouilh: Colombe (Garderobiere) – Regie: Ottofritz Gaillard (Staatstheater Dresden)
- 1957: Bertolt Brecht: Das Leben des Galilei – Regie: Hannes Fischer (Staatstheater Dresden)
- 1957: Bertolt Brecht: Der gute Mensch von Sezuan (Hausbesitzerin) – Regie: Benno Besson (Berliner Ensemble)

## Hörspiele
- 1950: Heinz Günther Rath: Familie Hauser – Regie: Gottfried Herrmann (Berliner Rundfunk)
- 1952: Nikolai Gogol: Die Heirat – Regie: Gottfried Herrmann (Berliner Rundfunk)
- 1954: Johannes R. Becher: Die Winterschlacht – Regie: Hedda Zinner (Rundfunk der DDR)
- 1955: Lieselotte Gilles/Gerhard Düngel: Der Doktor der Armen (Prinzessin Amalia) – Regie: Willi Porath (Hörspiel – Rundfunk der DDR)
- 1957: A. G. Petermann: Die Hunde bellen nicht mehr (Frau Wilke) – Regie: Theodor Popp (Kriminalhörspiel – Rundfunk der DDR)
- 1959: Friedrich Wolf: Die Weihnachtsgans Auguste (Haushälterin Teres) – Regie: Ingeborg Milster (Kinderhörspiel – Rundfunk der DDR; Übernahme durch Eterna/Litera, 1962)
- 1960: Käte Seelig: Liebe, Tratsch und Treppensteigen (Frau Schleyer) – Regie: Detlev Witte (Hörspiel – Rundfunk der DDR)
- 1962: Rolf Schneider: 25. November. New York (Helen) – Regie: Helmut Hellstorff (Hörspiel – Rundfunk der DDR)